# Veleposlaništvo Republike Slovenije v Albaniji
Veleposlaništvo Republike Slovenije v Republiki Albaniji (uradni naziv Veleposlaništvo Republike Slovenije Tirana, Albanija) je rezidenčno diplomatsko-konzularno predstavništvo Republike Slovenije v Republiki Albaniji s sedežem v Tirani. Deluje od začetka leta 2010, uradno pa je bilo odprto 8. decembra 2010 ob uradnem obisku Predsednika Vlade RS Boruta Pahorja v Republiki Albaniji.
Veleposlaništvo se je 22. maja 2024 preselilo v nove prostore na Rruga Skënderbeg. Odprtju sta prisostvovala predsednica Slovenije Nataša Pirc Musar in predsednik Albanije Bajram Begaj.

## Veleposlaniki
- Peter Japelj (2019–31. julij 2024)
- Lea Stančič (2015–2019)[5]
- Bojan Bertoncelj (2011–2015)